# Pajiștea Pesac
Pajiștea Pesac este o arie protejată (sit de importanță comunitară — SCI) din România, desemnată în scopul protejării biodiversității și menținerii într-o stare de conservare favorabilă a florei spontane și faunei sălbatice, precum și a habitatelor naturale de interes comunitar aflate în arealul zonei de protecție. Aceasta este întinsă pe o suprafață de 146 ha, integral pe uscat.

## Localizare
Centrul sitului Pajiștea Pesac este situat la coordonatele 45°54′33″N 20°49′14″E / 45.909217°N 20.820597°E. Situl se întinde pe teritoriul administrativ al comunei Lenauheiml din județul Timiș.

## Înființare
Situl Pajiștea Pesac a fost declarat sit de importanță comunitară (ROCIC0349) în septembrie 2011 pentru a proteja 1 specie de animale.

## Biodiversitate
Situată în ecoregiunea panonică, aria protejată nu include niciun habitat protejat.
La baza desemnării sitului se află o specie protejată de  mamifere: popândău comun (Spermophilus citellus).
Pe lângă specia protejată aflată la desemnarea sitului, pe teritoriul acestuia au mai fost identificate 3 specii floristice și un nevertebrat; astfel: asprișoară (Asperula cynanchica), sadină (Chrysopogon gryllus), răchițică japoneză (Thalictrum minus) și o lăcustă din specia Acrida ungarica.